# Quesnoy-sur-Airaines
Quesnoy-sur-Airaines è un comune francese di 420 abitanti situato nel dipartimento della Somme nella regione dell'Alta Francia.

## Società

### Evoluzione demografica
Abitanti censiti